# Neoxizicus crassus
Neoxizicus crassus är en insektsart som beskrevs av Andrej Vasiljevitj Gorochov 1998. Neoxizicus crassus ingår i släktet Neoxizicus och familjen vårtbitare. Inga underarter finns listade i Catalogue of Life.